# Emiliano Armenteros
Emiliano Daniel Armenteros (Monte Grande, Buenos Aires, 1983. január 18. –) argentin középpályás. Jelenleg a mexikói Chiapas FC labdarúgója.